# Foster County
Foster County är ett administrativt område i delstaten North Dakota, USA. År 2010 hade countyt  3 343 invånare. Den administrativa huvudorten (county seat) är Carrington.

## Geografi
Enligt United States Census Bureau har countyt en total area på 1 676 km². 1 645 km² av den arean är land och 31 km² är vatten.

### Angränsande countyn
- Eddy County - nord
- Griggs County - öst
- Stutsman County - syd
- Wells County - väst

### Städer och samhällen
- Carrington (huvudort)
- Glenfield
- Grace City
- McHenry